# Marekerk (De Meern)
De Marekerk is een protestants kerkgebouw in De Meern en is een van de twee kerkgebouwen van de Protestantse Gemeente Vleuten-De Meern. Het andere gebouw is de Oude Willibrord- of Torenpleinkerk in Vleuten. De Marekerk werd in 1912-1913 gebouwd als kerk van de Nederlandse Hervormde Gemeente De Meern en was ontworpen in art-nouveaustijl door de tamelijk onbekende architect J. van Dillewijn; hij ontwierp ook de hervormde kerk te Ankeveen.

## Geschiedenis

### Naam van de kerk
De huidige naam, Marekerk, dateert van september 2001, toen de Nederlandse-Hervormde Gemeente De Meern, de Nederlandse-Hervormde Gemeente Vleuten en de Gereformeerde Kerk van Vleuten-De Meern fuseerden tot Protestantse Gemeente Vleuten-De Meern en Leidsche Rijn Oost. Daarvóór was dit kerkgebouw eigendom van de Nederlandse-Hervormde Gemeente De Meern. Deze gemeente is in het midden van de 17e eeuw ontstaan. De eerste doopbediening vond plaats op 4 september 1644. De doopouders waren de toenmalige eigenaars/bewoners van het Huis te Voorn. In 1645 deed de eerste vaste predikant hier zijn intrede.

### Plaats van de kerk
Het kerkgebouw in de begintijd van de hervormde gemeente was een middeleeuwse kapel, die op dezelfde plaats stond als de huidige kerk uit 1913, namelijk op de noordelijke oever van de Oude Rijn bij de Meernbrug. Deze brug ligt aan het begin van de Meerndijk, die omstreeks het jaar 1200 werd aangelegd om de polders ten westen ervan te beschermen tegen water uit hoger gelegen gebieden aan de oostzijde van de dijk. De naam van deze dijk was de Marne of Meern. De dijk werd ook gebruikt als wegverbinding tussen de stad Utrecht en Montfoort. De Meernbrug over de Oude Rijn lag aan het begin van de dijk en vormde een schakel in deze wegverbinding. Voordat het verkeer uit Utrecht de Meernbrug passeerde, verplaatste het zich over een afstand van 200 meter langs de noordelijke oever van de Oude Rijn. Aan dit weggedeelte lag onder andere de bovengenoemde kapel.

### Stichting van de kapel
Deze kapel is vermoedelijk gesticht vanuit het huis Nijeveld, een kasteel dat ongeveer anderhalve kilometer ten westen van de kapel lag. De stichtingsdatum is niet bekend, maar ligt in ieder geval vóór 1480. In de kapel werden missen opgedragen door een kapelaan/vicaris die was benoemd door de bisschop van Utrecht op voordracht van de heer van Nijeveld. Rondom de kapel ontstond een klein dorpje zonder eigen naam. Wie daar woonde, woonde 'aan de Meern', hetgeen betekende: aan of dicht bij de dijk met de naam Meern. Het lijkt aannemelijk dat in de kapel ook kerkdiensten op zondag werden gehouden. Omdat het gebied rondom de kapel tot de Vleutense parochie behoorde, zal de pastoor van Vleuten deze kerkdiensten hebben geleid.

### Einde van de missen in de kapel
In 1580 kwam aan het houden van missen in de kapel een abrupt einde vanwege het verbod uitgevaardigd door de Staten van de provincie Utrecht. De parochianen konden nog slechts op 'geheime' plaatsen erediensten vieren. Zo ging een groot deel van de parochianen uit De Meern ter kerke naar de schuilkerk bij Vleuten.

### Begin van de Nederlandse Hervormde Gemeente De Meern
Na de sluiting van de kapel voor rooms-katholieke missen in 1580 worden er decennialang geen erediensten gehouden. De kapel wordt slechts gebruikt als school en raakt in verval. Vanaf 1627 mogen de hervormden de kapel gebruiken. De hervormde predikant van Vleuten, ds. Slosius, preekt er één keer in de 14 dagen op zondagmiddag. Van een hervormde gemeente is dan nog geen sprake, want het deel van de Meernse bevolking dat was overgegaan naar de Reformatie was hiervoor te klein.
Wel wordt het verlangen naar de stichting van een hervormde kerkelijke gemeente steeds sterker. In 1634 wordt de kapel gerestaureerd en vergroot. In 1645 krijgen de Meernse hervormden hun eerste eigen predikant, ds. Joannes Coster.
Verder blijkt uit het archief van de Hervormde Gemeente De Meern dat een jaar eerder (1644) voor het eerst een hervormde doopbediening in de kapel plaatsvindt. De ouders van het gedoopte meisje wonen in Huis te Voorn.

### De periode tot 1912
In 1665 werd het kanaal Oude Rijn verbeterd en ingericht voor de trekvaart van personen en goederen tussen Utrecht en Leiden. De naam ervan werd veranderd in Leidse Rijn. Door de toenemende drukte kreeg het dorpje een economische impuls. Er kwamen enkele winkels en andere bedrijfjes. Het stuk weg van 200 meter op de noordoever van de Leidse Rijn werd vanwege het drukke verkeer verhard. De kapel bij de Meernbrug was middenin de bebouwing komen te liggen. Er was nu sprake van een kerkdorp met de naam Maren of Meeren. Na 1800 zou De Meern de officiële naam van het dorp worden. In de eerste anderhalve eeuw van haar bestaan bleef de hervormde gemeente klein. In 1800 had ze ongeveer 90 leden. Er werd zelfs gesproken over samenvoeging met de hervormde gemeente van Vleuten. Maar in de 19e eeuw groeide de Hervormde Gemeente De Meern naar ongeveer 600 leden. Een belangrijke gebeurtenis in deze eeuw was de oprichting van een protestants-christelijke school in De Meern door de hervormde gemeente in 1848. Zie voor meer hierover Geschiedenis van De Meern.

### Nieuwbouw in 1912/1913
In het begin van de 20e eeuw was de kapel te klein geworden en maakte men plannen voor nieuwbouw. De bestaande west-oost-gerichte kapel zou worden vervangen door een nieuwe zuid-noord-gerichte kerk op dezelfde plaats. Aan de noordzijde van de kapel lag de openbare lagere school; deze zou moeten wijken. Omdat deze school eveneens te klein was geworden, werd in 1910 aan de Meerndijk een nieuwe openbare lagere school gebouwd. De gemeentelijke overheid verkocht vervolgens het oude schoolgebouw met grond aan de hervormde gemeente. De weg was nu vrij voor uitvoering van het nieuwbouwplan, dat bovendien werd versneld door een legaat van 25.000 gulden van een in 1912 overleden gemeentelid. De kapel en school werden afgebroken en op dezelfde plaats verrees het nieuwe kerkgebouw met 400 zitplaatsen. Een gebrandschilderde afbeelding van de oude kerk is te zien in het hoogste raam aan de westzijde van de huidige kerk.

### De periode na 1913
Het huidige kerkgebouw, dat van 1913 dateert, heeft gedurende zijn bestaan verschillende wijzigingen ondergaan. Bij een restauratie in de jaren 1950 zijn de dakkapellen en de omheining van het kerkterrein verwijderd. De kerk lag toen nog beschut; aan beide zijden van de kerk lagen stegen met woningen en gebouwen. Omstreeks 1960 werden alle opstallen aan de westzijde van de kerk afgebroken in verband met de aanleg van een nieuwe weg, de Castellumlaan. Later verdween ook de bebouwing aan de oostzijde, al is die deels door nieuwe vervangen. In 1995 verrees aan de achterzijde van de kerk een gebouw ten behoeve van kerkelijke activiteiten. Op 16 december 2017 werd het nieuwe dorpsplein van De Meern, het Castellumplein, geopend. De Marekerk vormt de oostelijke wand van dit plein. In 2021 vond een herinrichting plaats van het interieur van deze kerk en het erachter gelegen gebouw.
- Zie ook De Meern en Geschiedenis van De Meern.

Historische kerkgebouwen: Marekerk  ·  Onze Lieve Vrouw ten Hemelopneming · Sint-Willibrordkerk · Torenpleinkerk